# Півники болотяні

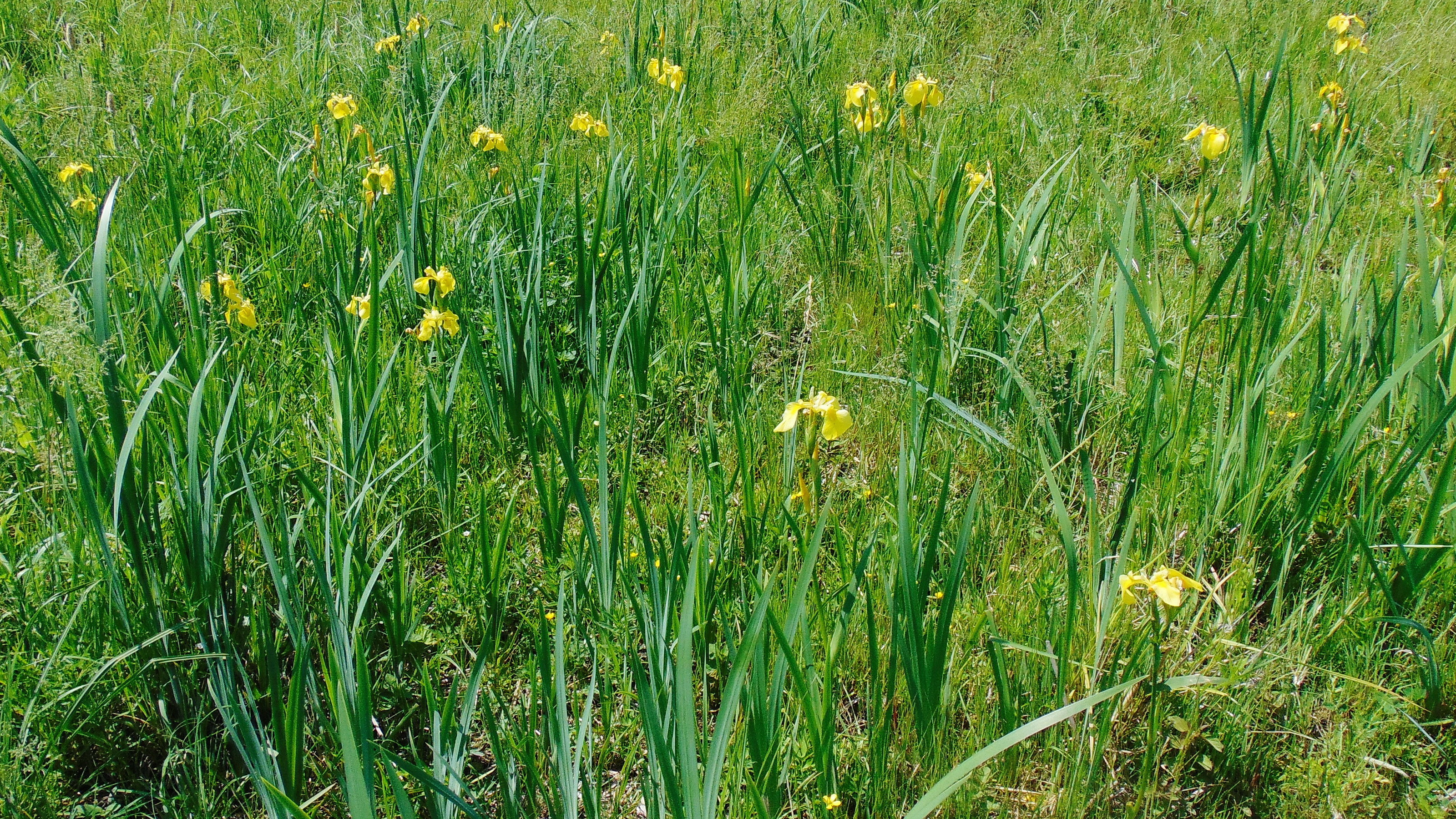
Ценопопуляція півників болотяних. Запорізьке Правобережжя

Півники болотяні, пі́вники боло́тні (Iris pseudacorus) — багаторічна рослина родини півникових. Рослина дуже декоративна завдяки великим гарним квіткам.

## Опис
Трав'яниста рослина 60—150 см (зрідка до 200) заввишки. Кореневище горизонтальне, товсте, коротке, розгалужене. Стебло прямовисне, округле, трохи стиснуте, облиствене. Листки чергові, мечоподібні, сірувато-зелені, по краю перетинчасті, завдовжки до 90 см, завширшки 1-3 см. Жилкування паралельне. Квітки великі, правильні, жовті, з простою 6-роздільною віночкоподібною оцвітиною. Тичинок 3, маточка із коротким 3-роздільним стовпчиком, з пелюсткоподібними 2-лопатевими частками, що прикривають тичинки. Плід — багатонасінна коробочка 4-8 см завдовжки.
Квітне з кінця травня до липня.

## Поширення
Півники болотяні широко поширені у Європі (виняток — північні регіони), Азії, на території Північної Америки і також на Південноамериканському континенті, а також у деяких регіонах Африки. У природі найчастіше зустрічається на болотах, заплавах та берегах річок, вільшняках.

## Використання в офіційній медицині
Препарати з кореневищ застосовують у медицині як відхаркувальний та заспокійливий засіб. Ароматичні ефірні олії з кореневищ, широко використовують у парфумерній промисловості.

## Збір сировини
Кореневища збирають восени або рано навесні, їх викопують лопатою, промивають у холодній воді, обрізають рештки надземних частин і корені. Сушать на горищі або під наметом. 

## Використання у народній медицині
Листки і кореневища півників отруйні, тому їх використання вимагає обережності. У народній медицині кореневища рослин використовують як легкий послаблювальний і відхаркувальний засіб. Відвар кореневища півників болотяних знімає біль голови, сприяє розсмоктуванню пухлин, використовується для лікування бронхітів, ангін, пневмонії. Спиртові настої позбавляють від лупи і зміцнюють корені волосся.

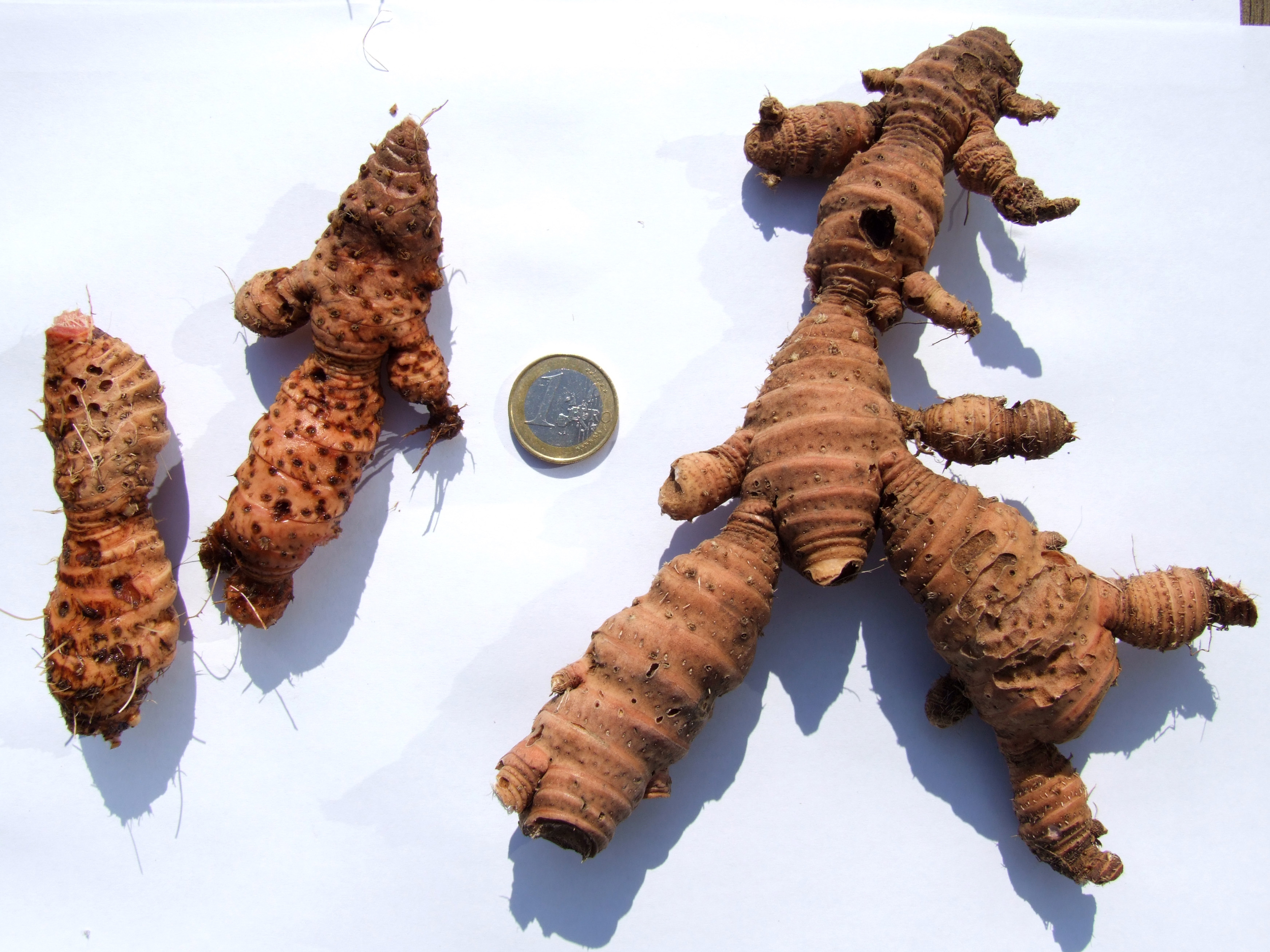
Кореневища
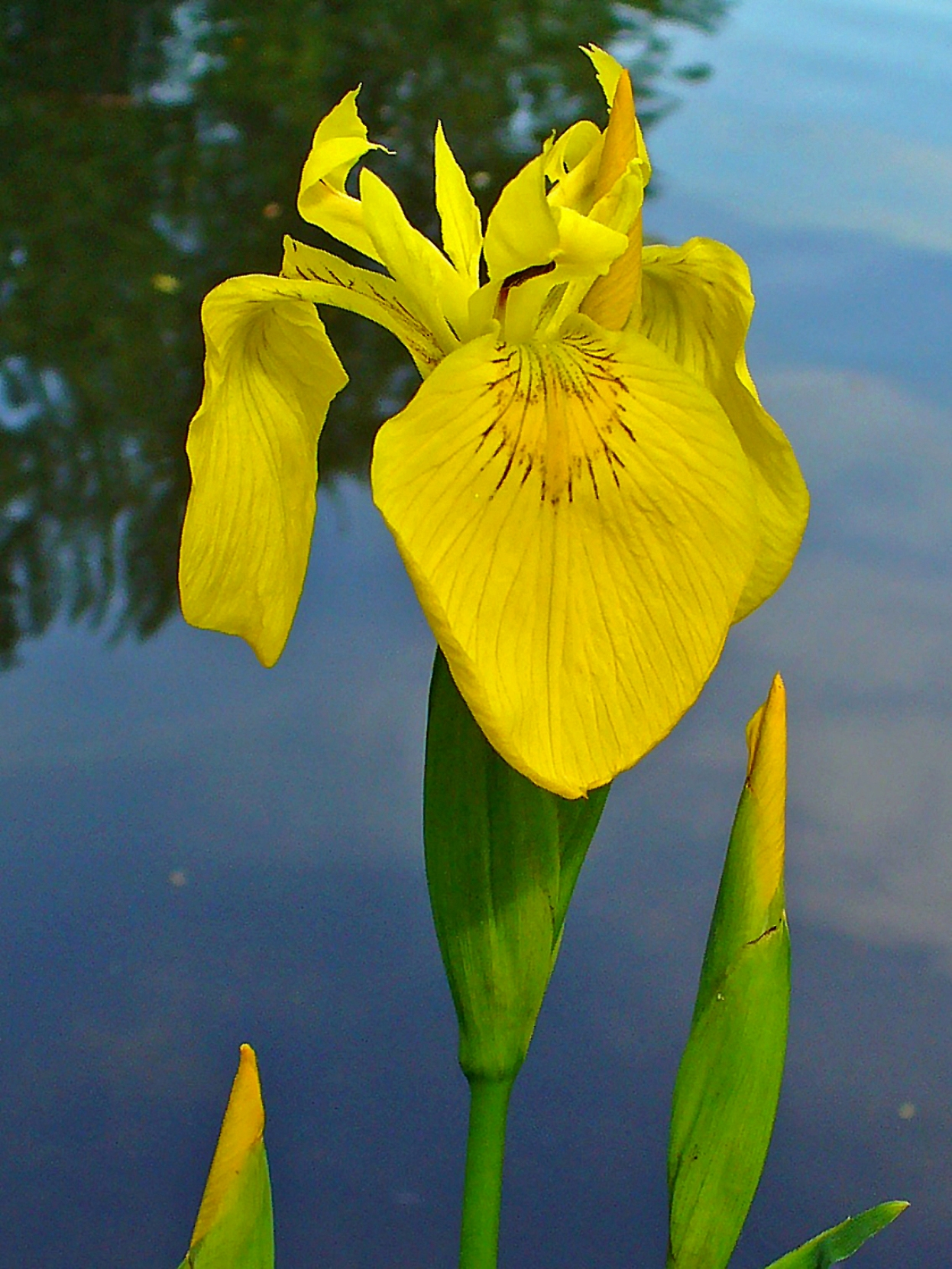
Вигляд квітки збоку
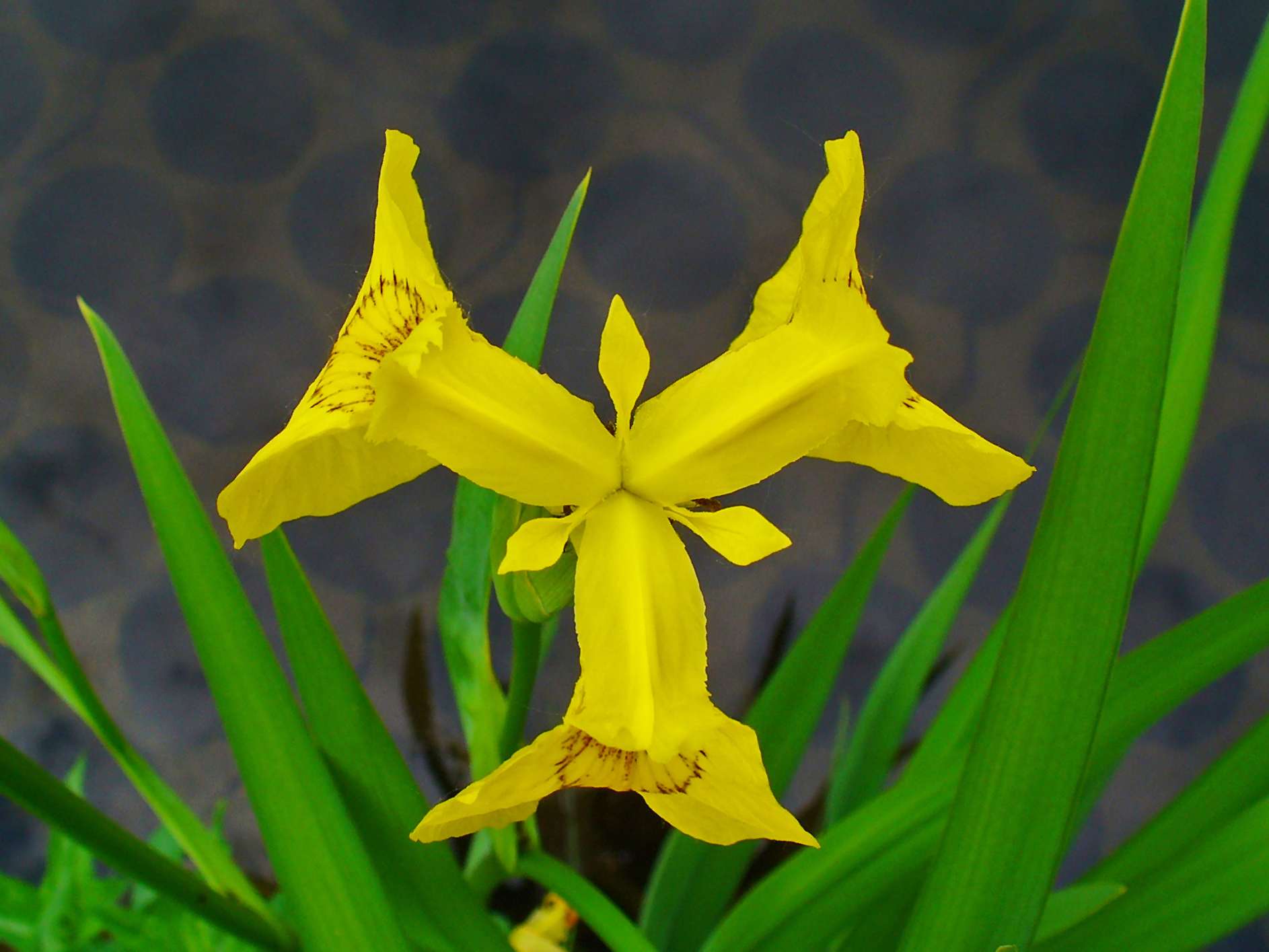
Вигляд квітки зверху
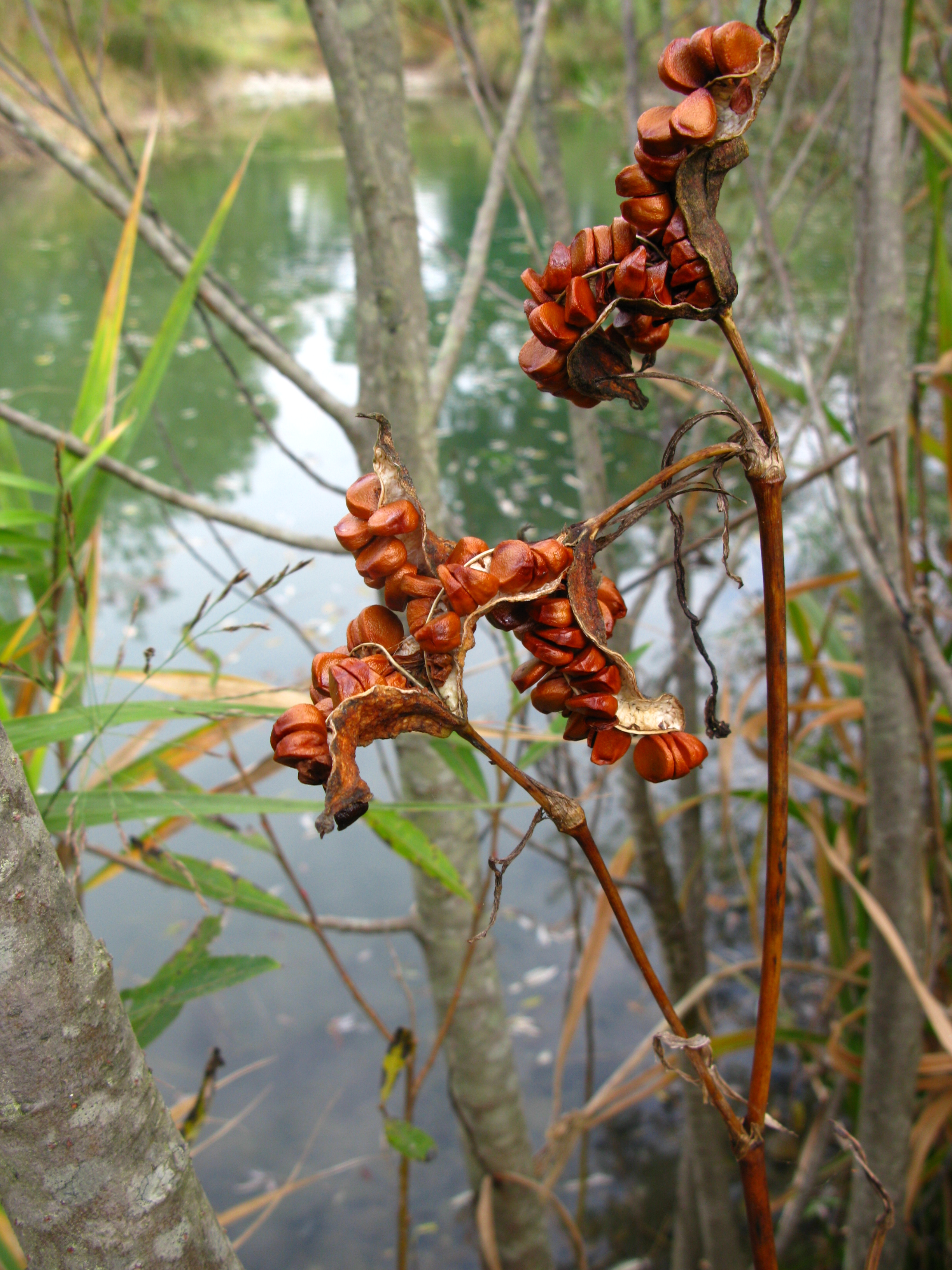
Плоди
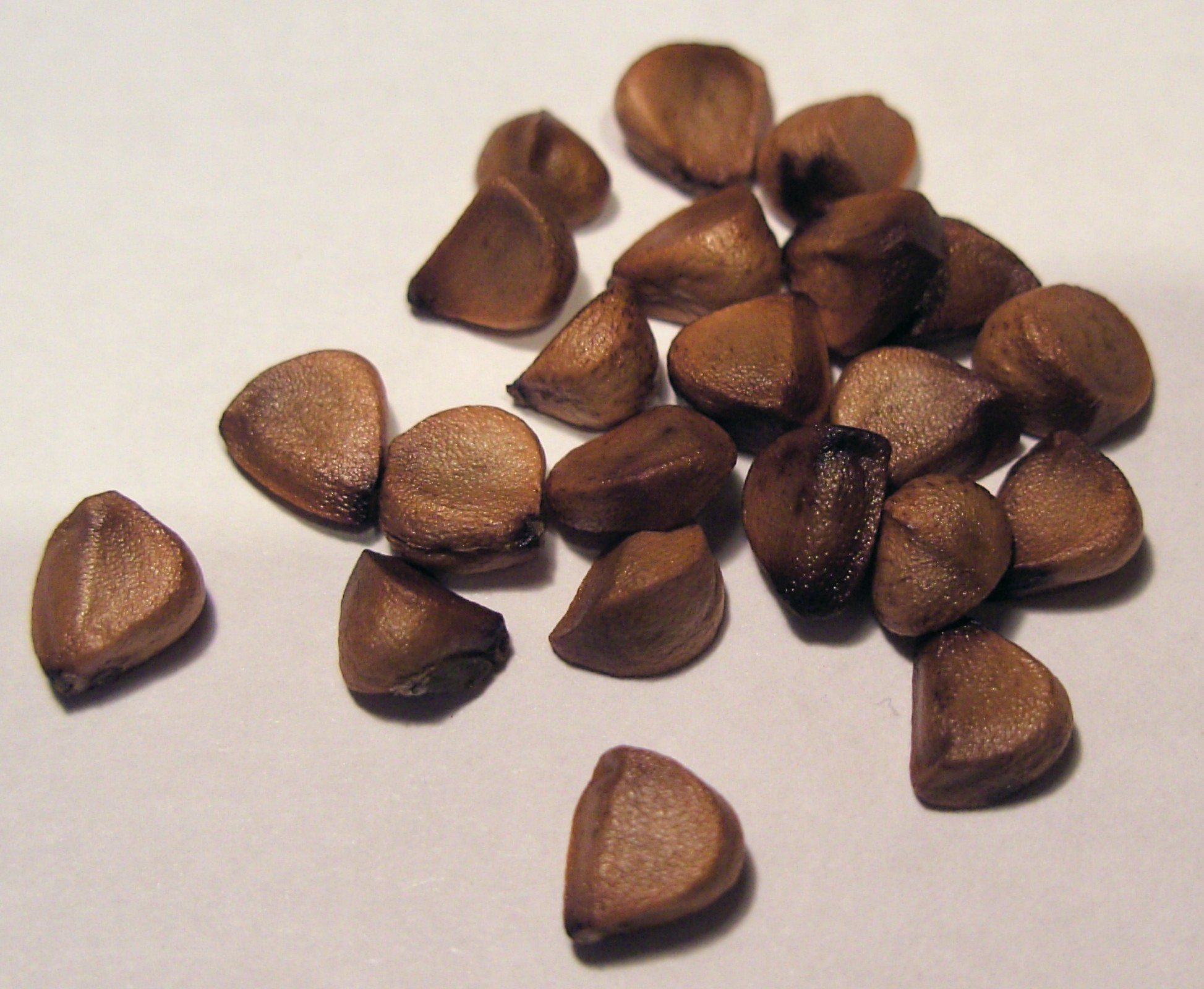
Насіння великим планом